# Ferran de Portugal i Lancaster
L'infant Ferran de Portugal (Santarem, 29 de setembre de 1402 - Fes, 5 de juny de 1443), conegut com el Sant Príncep (o Infante Santo) o el Príncep constant, va ser un infant del Regne de Portugal de la Dinastia Avís, sisè fill del rei Joan I de Portugal i de Felipa de Lancaster.

## Vida
Aviat va mostrar interés per les qüestions religioses i va ser ordenat Gran Mestre de l'Orde d'Avís pel seu pare. El papa Eugeni IV li oferí el càrrec de cardenal, però el va refusar.
El 1437 va participar en l'expedició militar portuguesa al nord d'Àfrica, amb els seus germans. La campanya va ser un desastre i Ferran va ser fet presoner pel soldà de la dinastia marinita. A canvi de la seva llibertat, el soldà demanava la devolució de Ceuta, que havia estat conquerida pels portuguesos en 1415. Ferran no va voler que la ciutat es lliurés per la seva vida i va demanar al seu germà, el rei, que no acceptés el bescanvi i el deixés viure en captivitat. Les corts portugueses tampoc no van voler realitzar el canvi i el rei Enric el Navegant va haver de deixar Ferran empresonat al Marroc.

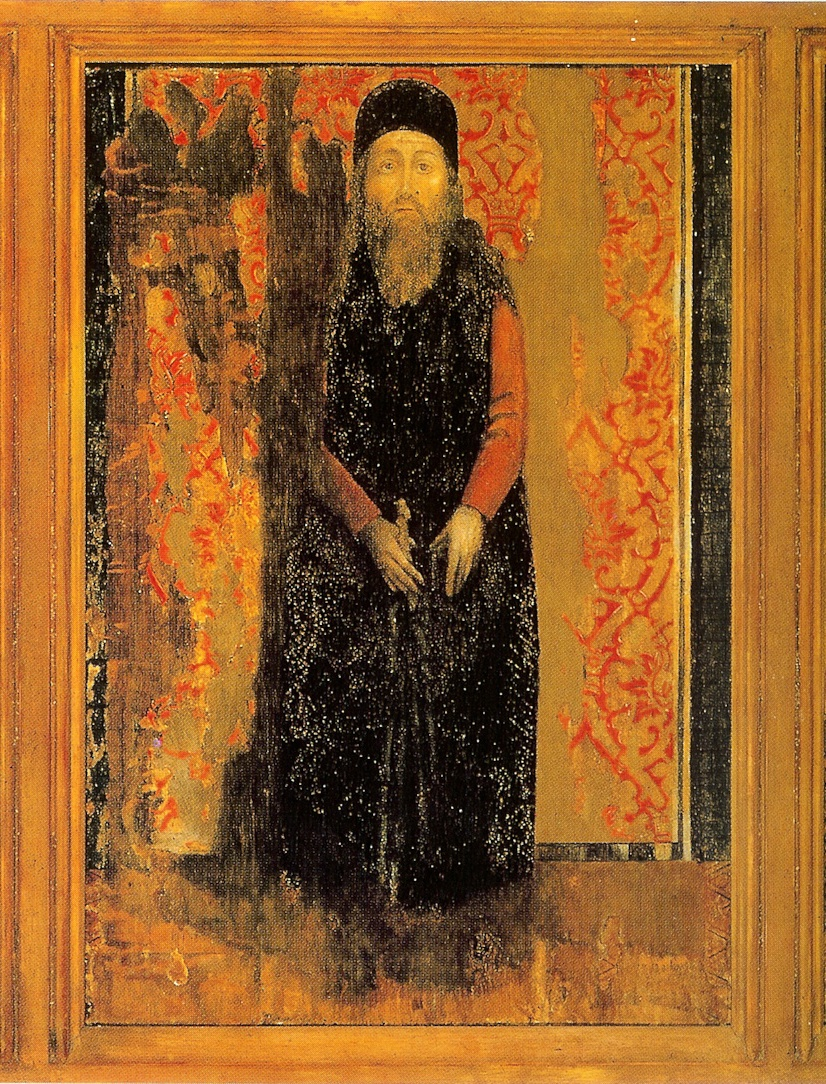
Pintura portuguesa del s. XV, representant l'infant; procedeix d'un tríptic de Batalha

Va ser traslladat a Fes, on va ser reduït a l'esclavitud. Les temptatives de rescat van fracassar repetidament per les excessives pretensions del soldà i el visir. Per fer que demanés el seu rescat a Regne de Portugal, li feien fer les tasques més dures i el sotmetien a privacions, sense cap resultat. Per tot això, el príncep va emmalaltir i, finalment, morí a Fes el 5 de juny de 1443. El seu cos va ser eviscerat i penjat pels peus dels merlets de la muralla de Fes.

## Veneració
En 1451, va ser alliberat el secretari del príncep, Alvares, i en tornar a Regne de Portugal va portar-hi el cor de Ferran. Va ser instal·lat a un mausoleu al Monestir de Batalha en 1463, a la Capella dels Fundadors. El 1471, una nova campanya portuguesa va rescatar la despulla del príncep i va ser portada a Batalha, on es va soterrar definitivament.
El seu sacrifici en nom de l'interès nacional li feu guanyar fama de santedat i el sobrenom de l'Infant Sant. El seu culte va ser autoritzat el 1470, tot i que no ha estat oficialment beatificat. El papa Papa Pau II, en un breu, va lloar-ne les virtuts i la santa mort, encoratjant-ne la veneració i concedint la indulgència als qui preguessin l'aniversari de la seva mort.
Un dels millors drames de Pedro Calderón de la Barca, El príncipe constante (1629) es basa en la seva vida.